# Gaza Now News Network
Gaza Now News Network est une agence de presse palestinienne basée à Gaza. Elle devient populaire pendant la guerre à Gaza depuis 2023. Elle est considérée comme l'une des plus importantes agences de presse palestiniennes opérant dans la bande de Gaza. Cette agence est créée en 2006. La chaîne Telegram de l'agence comptait 350 000 abonnés lorsque la guerre a éclaté, et elle compte désormais 1,9 million d'abonnés.